# Awa Maru (1942)
L’Awa Maru (阿波 丸) è stato un transatlantico giapponese di proprietà della Nippon Yusen. La nave fu costruita dal 1941 al 1943 dalla Mitsubishi Shipbuilding & Engineering Co. a Nagasaki, in Giappone. La nave fu progettata per il servizio passeggeri, ma all'inizio della guerra quando furono completati i lavori, cambiarono i requisiti e il transatlantico venne requisito dalla Marina giapponese. Mentre navigava come nave ospedale sotto la protezione della Croce Rossa nel 1945, fu silurata dall'USS Queenfish (SS-393), tutte le 2 004 persone a bordo, ad eccezione di una rimasero uccise.
Il nome della nave deriva in parte dall'antica provincia di Awa sull'isola di Shikoku orientale nell'attuale prefettura di Tokushima. Questa nave fu la seconda della NYK a prendere il nome di Awa Maru, la prima fu completata nel 1899 e messo fuori servizio nel 1930.

## Storia
La nave fu costruita dalla Mitsubishi a Nagasaki sull'isola meridionale di Kyūshū. La chiglia fu stabilita il 10 luglio 1941. L'Awa Maru fu varata il 24 agosto 1942; e fu completata il 5 marzo 1943.

## Guerra del Pacifico
L'Awa Maru fu requisita e riammessa per uso ausiliario dalla Marina imperiale giapponese durante la seconda guerra mondiale. Il 26 marzo 1943, l'Awa Maru lasciò il Giappone trasportando 3.000 tonnellate di munizioni al Singapore, l'Awa Maru viaggiò a Singapore con il convoglio Hi-3 nel luglio del 1943, e tornò in Giappone con il convoglio Hi-14 a novembre. Ha di nuovo viaggiato a Singapore con il convoglio Hi-41 nel febbraio 1944, e tornò in Giappone con il convoglio Hi-48 a marzo. A maggio ha trasportato truppe in Birmania con il convoglio Hi-63¡, ed è tornata in Giappone con il convoglio Hi-66 a giugno.
All'Awa Maru fu assegnato il convoglio Hi-71 che trasportava rinforzi per Operazione Shō nelle Filippine. Il convoglio salpò dal Mar Cinese Meridionale dalla base navale di Mako il 17 agosto e però qiella sera fu scoperta dalla USS Redfish, che riunì la USS Rasher, la Bluefish e la Spadefish per un attacco di gruppo assistito da un radar in condizioni di tifone nella notte del 18/19 agosto. L'Awa Maru fu una delle numerose navi silurate.

## Naufragio
Nel 1945 l'Awa Maru fu impiegata come nave di soccorso della Croce Rossa, trasportando rifornimenti vitali ai prigionieri di guerra americani e dei paesi alleati in custodia giapponese.
Dopo aver consegnato le sue provviste, a Singapore l'Awa Maru assunse centinaia di ufficiali di marina mercantile, personale militare, diplomatici e civili bloccati. Inoltre, esistevano storie secondo cui la nave trasportava tesori per circa 5 miliardi di dollari USA: 40 tonnellate di oro, 12 (o 2) tonnellate di platino (del valore di circa $ 58 milioni) e 150.000 carati (30 kg) di diamanti e altri materiali strategici. Fonti più credibili identificano il carico probabile come nichel e gomma. La nave fu osservata a Singapore mentre veniva caricata con un carico di riso in sacchi; tuttavia, quella sera, secondo quanto riferito, i moli furono sgomberati e furono introdotte truppe per scaricare prima il riso e poi ricaricarlo con il contrabbando.
Al viaggio del transantlantico fu attribuita l'ultima posizione registrata dei resti fossili appartenenti all'Homo erectus pekinensis, che all'epoca erano a Singapore e avevano un valore inestimabile. Esistono varie teorie sulla scomparsa dei fossili durante la seconda guerra mondiale; una di queste ipotesi è che le ossa affondarono con l'Awa Maru nel 1945.
La nave lasciò Singapore il 28 marzo, ma il 1º aprile a tarda notte fu intercettata e scambiata per un cacciatorpediniere nello stretto di Taiwan dal sottomarino americano USS Queenfish (SS-393). L'Awa Maru stava navigando come una nave ospedale sotto la protezione della Croce Rossa e, secondo le regole concordate, rivelò agli Alleati la rotta che avrebbe percorso per il viaggio verso il Giappone.
I siluri del Queenfish affondarono la nave. Solo uno dei 2.004 passeggeri e membri dell'equipaggio, Kantora Shimoda, sopravvisse. Era l'amministratore personale del capitano, ed era la terza volta in cui era l'unico sopravvissuto di una nave silurata. Mentre la Awa Maru affondava "stava trasportando un carico di gomma, piombo, stagno e zucchero. Il sopravvissuto disse che "a bordo non c'erano rifornimenti della Croce Rossa, che erano stati precedentemente scaricati".

## Conseguenze
Il comandante Loughlin fu ritenuto colpevole di negligenza e il governo degli Stati Uniti offrì, attraverso la Svizzera neutrale, di sostituire l'Awa Maru con una nave simile. Il Giappone richiese l'indennizzo completo.
Il conto giapponese non fu mai pagato e nel 1949 la questione fu chiusa.
Nel 1980, la Cina ha lanciato uno dei più grandi sforzi di salvataggio su una sola nave della storia. Avevano localizzato e identificato con successo il sito del relitto nel 1977 ed erano convinti che la nave trasportasse molto in oro e gioielli. Dopo circa 5 anni e 100 milioni di dollari spesi per lo sforzo, la ricerca fu annullata. Nessun tesoro fu trovato. Tuttavia, diversi manufatti personali furono restituiti al Giappone.
All'indomani del tentativo di salvataggio, l'NSA analizzo migliaia di comunicazioni intercettate per determinare cosa fosse successo esattamente al tesoro. Dalle comunicazioni, venne stabilito che il tesoro non doveva essere riportato in Giappone. Doveva essere inviato dal Giappone a Singapore, dove sarebbe stato poi consegnato in Thailandia. L'oro fu consegnato con successo e l'Awa Maru fu ricaricata con un carico di stagno e gomma per il viaggio di ritorno in Giappone.